# Kwartet smyczkowy

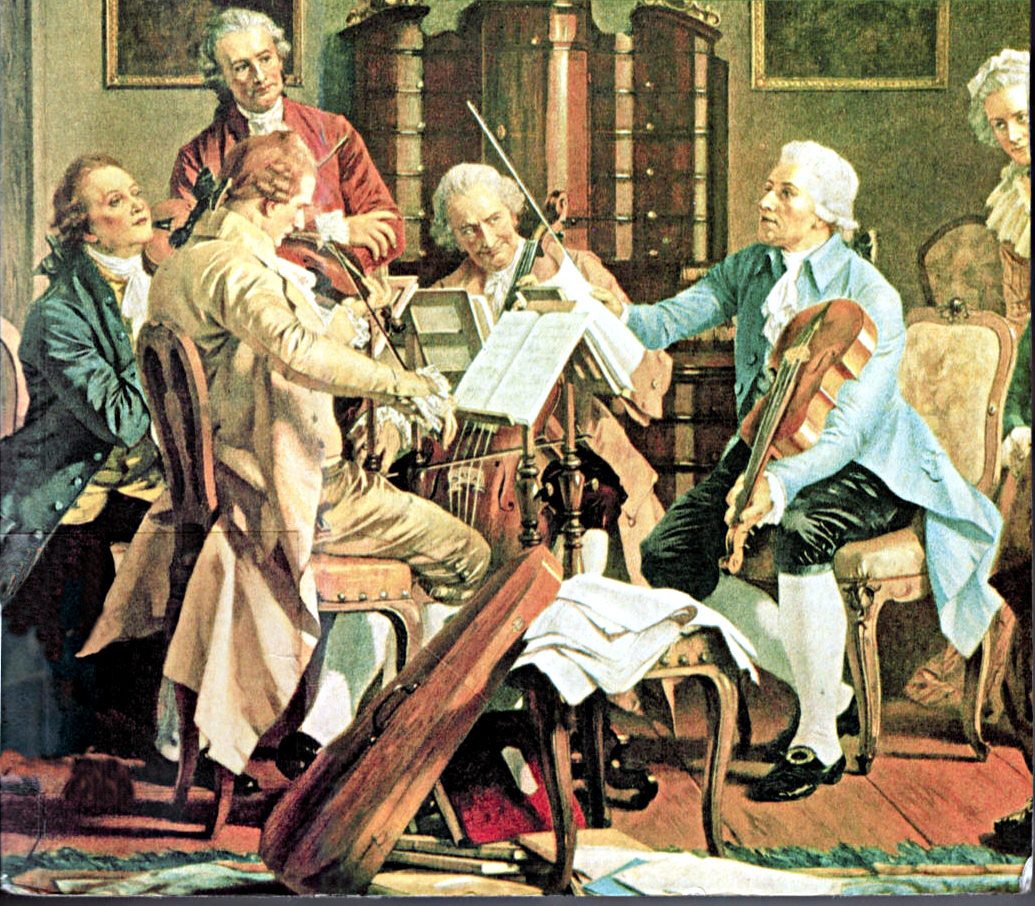
Joseph Haydn prowadzi próbę kwartetu smyczkowego

Kwartet smyczkowy (wł. quartetto d’archi, niem. Streichquartett, fr. quatuor à cordes, ang. string quartet) to:
- utwór kameralny dla czterech wykonawców
- jeden z gatunków muzyki kameralnej – utwory przeznaczone na dwoje skrzypiec, altówkę i wiolonczelę.

## Gatunek muzyki kameralnej
Kwartet smyczkowy ma bardzo bogatą historię. Początki czterogłosowej faktury instrumentalnej sięgają epoki baroku, ale właściwy kwartet smyczkowy ukształtował się w okresie klasycyzmu. Stało się to w wyniku zaniku basso continuo i usamodzielnienia się wszystkich instrumentów, w tym wiolonczeli oraz altówki: przestały one być instrumentami akompaniującymi pierwszym skrzypcom, zaczęły mieć samodzielne, nierzadko solowe fragmenty. Rozwinięciu partii wiolonczeli sprzyjał w znacznej mierze fakt, iż wiolonczelistą był jeden z pierwszych twórców kwartetów – Luigi Boccherini. Za „ojca” tego gatunku uważany jest jednak Joseph Haydn, którego 76 kwartetów, cieszących się ogromną popularnością w całej Europie, stworzyło podstawy nowoczesnej muzyki kameralnej.
Za okres rozkwitu kwartetu smyczkowego uważa się klasycyzm. Była to wtedy bardzo popularna forma muzykowania w zamożnych domach, a więc i repertuar na ten zespół powstawał bardzo obfity. Kwartety komponowali m.in.: Wolfgang Amadeus Mozart i Ludwig van Beethoven. W romantyzmie gatunek ten nie stracił popularności, kwartety komponowali m.in.: Franz Schubert, Felix Mendelssohn-Bartholdy, Robert Schumann, Johannes Brahms, Piotr Czajkowski, Antonín Dvořák. W  XX wieku pisali na ten zespół m.in.: Claude Debussy, Bela Bartók, Maurice Ravel, Paul Hindemith, Dmitrij Szostakowicz, Igor Strawinski, Karol Szymanowski, Arnold Schönberg, Alban Berg, Anton Webern, Tadeusz Baird, Grażyna Bacewicz, Witold Lutosławski, Luigi Nono, Tōru Takemitsu, Krzysztof Meyer, Wolfgang Rihm, Mieczysław Wajnberg, Henryk Mikołaj Górecki, Alfred Schnittke, Krzysztof Penderecki, Aleksander Tansman, John Cage i Mauricio Kagel.

## Zespół
Pierwsze koncerty publiczne z udziałem kwartetu smyczkowego miały miejsce w Wiedniu, organizatorem był Ignaz Schuppanzigh. Pierwszy stały kwartet smyczkowy stworzyli bracia Müller: Carl Friedrich (1797–1873), Georg (1809–1855), Gustav (1799–1855) i Theodor (1802–1875). Pochodzili z Brunszwiku, występowali od 1819 roku przez 27 lat.
Pierwszego skrzypka w kwartecie smyczkowym nazywamy prymariuszem.